# Chiesa del Sacro Cuore di Gesù (Rovato)
La chiesa del Sacro Cuore di Gesù è il principale luogo di culto cattolico di Duomo, frazione del comune italiano di Rovato, in provincia e diocesi di Brescia. Sede parrocchiale, fa parte della zona pastorale della Franciacorta, dove è inserita nella unità pastorale della Madonna di Santo Stefano.

## Storia
La chiesa sorge sul luogo di due edifici precedenti: il cosiddetto "torrione di Santa Maria", risalente al periodo 1470-1485 e posto in corrispondenza del presbiterio, cui si aggiunse nel 1824 una nuova chiesa, progettata dall'architetto Carlo Antonio Manna di Palazzolo e posta in direzione dell'aula. Quest'ultima fu consacrata nel 1840 e dedicata a san Luigi Gonzaga.
Nel 1897 si decise di ricostruire il complesso, unificando i due edifici precedenti: i lavori, affidati all'architetto Carlo Melchiotti di Pompiano, terminarono nel 1902 e in quello stesso anno gli interni furono decorati dal coccagliese Francesco Rubagotti. 
Nel 1903 fu realizzato l'altare maggiore ad opera del rovatese Clemente Rivetti, mentre nel 1925 l'edificio fu consacrato, venendo dedicato al Sacro Cuore di Gesù.
Nel 1963 fu realizzato l'organo, ad opera della ditta Pedrini di Binanuova, mentre, secondo quanto stabilito dal Concilio Vaticano II, entro il 1975 fu aggiunta una mensa eucaristica, antistante l'altare maggiore e rivolta verso l'aula. Tra il 1988 e il 2003 l'intero edificio fu soggetto a lavori di restauro.

## Descrizione

### Esterno
La chiesa. orientata sull'asse est-ovest, presenta una pianta cruciforme, con i bracci del transetto inglobati dalla parte bassa della navata. Il presbiterio si trova sul lato orientale dell'edificio, che è privo di campanile. Ai lati del presbiterio si trovano la sacrestia e alcuni locali di servizio.

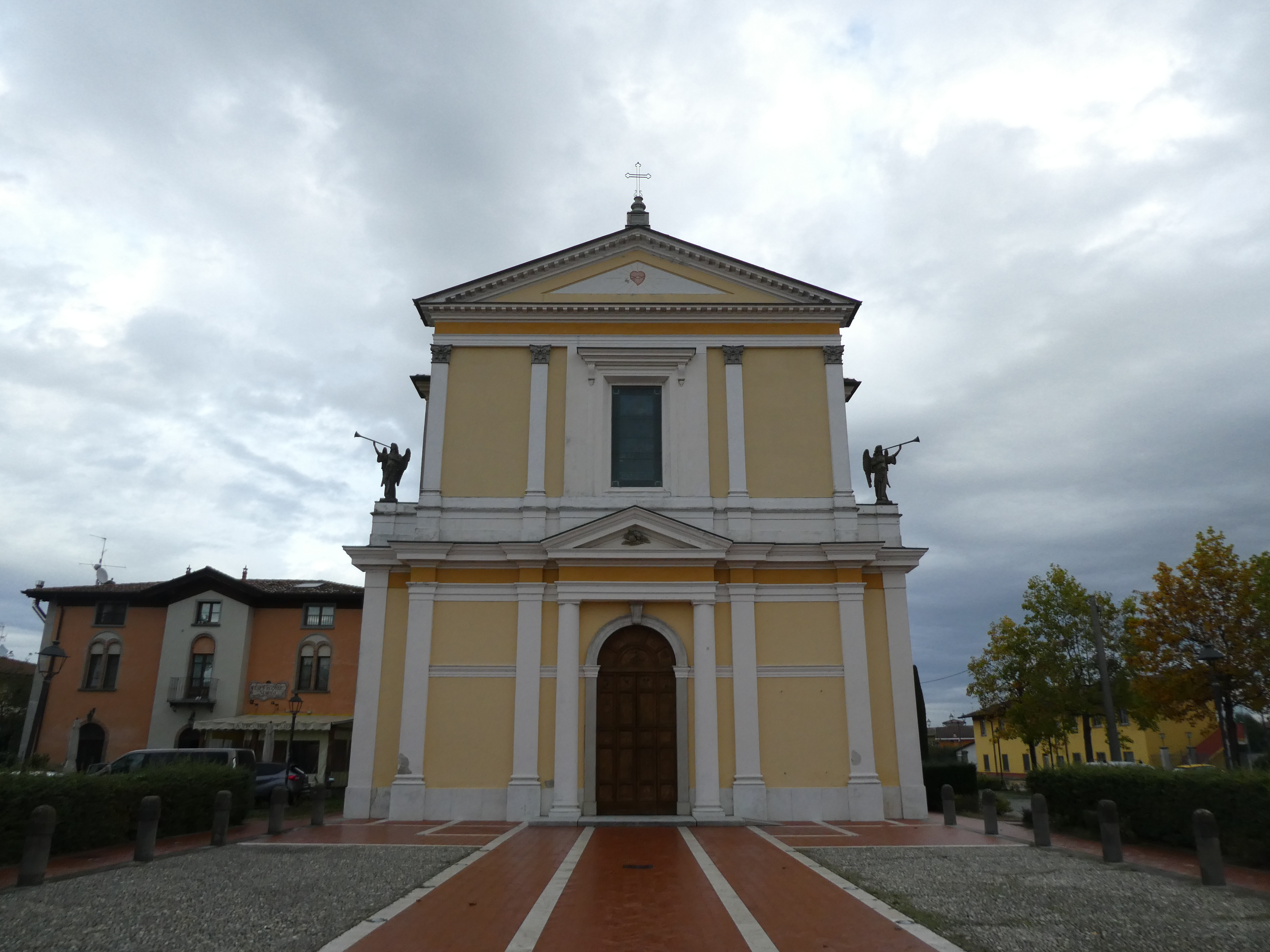
Facciata della chiesa nel 2023

La facciata, a capanna, è suddivisa in due registri, entrambi tripartiti da quattro lesene (tuscaniche nell'ordine inferiore, corinzie in quello superiore). L'ordine inferiore presenta ai lati degli aggetti coronati da statue, mentre al centro si trova il portale principale, decorato ai lati da due semicolonne tuscaniche che reggono un architrave aggettante sormontato da un timpano. L'ordine superiore inquadra, al centro, un finestrone rettangolare, decorato superiormente da un architrave aggettante. La facciata è sormontata da un frontone triangolare, coronato da una croce metallica in sommità.
I lati dell'edificio si presentano grezzi, senza stabilitura, e presentano superiormente dei contrafforti quadrangolari, posti in corrispondenza della navata.

### Interno
L'interno si presenta a navata unica, con copertura voltata a vela lungo le navate e a botte sui bracci del transetto e sul presbiterio. La struttura è interamente decorata e dotata di altari laterali.
Il presbiterio, rialzato rispetto al piano dell'aula, è di pianta quadrangolare che si prolunga nell'abside, anch'essa quadrangolare. Sul fondale absidale è ancorata la soasa dell'altare maggiore. Ai lati del presbiterio si trovano due cantorie, contenenti l'organo del 1963. Esso è suddiviso in due corpi: sul lato sinistro si trovano il Grande organo e il Pedale, mentre sul lato opposto si trova l'Espressivo. La tastiera si trova alle spalle dell'altare maggiore, nell'abside.